# Pateobatis fai
Pateobatis fai o también llamada raya látigo rosada es una especie de raya de la familia Dasyatidae, con una distribución amplia pero mal definida en el Indo-Pacífico tropical, desde el sur de África hasta Polinesia. Habita en aguas poco profundas, por debajo de los 70 m (230 pies) de profundidad, en zonas arenosas asociadas a arrecifes de coral. Los individuos muestran un alto grado de fidelidad a determinados lugares. Pateobatis fai tiene un disco de aleta pectoral en forma de diamante más ancho que largo, con un hocico de ángulo ancho y una cola muy larga en forma de látigo sin pliegues en las aletas. Sólo tiene unas pocas espinas pequeñas en el lomo y su color va del marrón uniforme al rosa grisáceo, volviéndose mucho más oscuro pasado el aguijón de la cola. Esta gran raya puede alcanzar 1,8 m de ancho y más de 5 m de largo.
De naturaleza gregaria, se sabe que Pateobatis fai forma grandes agregaciones activas y en reposo, y se asocia con otras especies de rayas grandes. Se alimenta principalmente de gambas, pero también consume otros invertebrados bentónicos y peces óseos. Esta especie es vivípara aplacentaria, en la que las crías nonatas se alimentan de histótrofos («leche uterina») producidos por la madre. En gran parte de su área de distribución, un número considerable de Pateobatis fai se capturan incidentalmente con diversos artes de pesca y se comercializan por su carne, piel y cartílago. También es importante para el ecoturismo, ya que atrae a los visitantes con cebo. En 2009, la Unión Internacional para la Conservación de la Naturaleza (UICN) había catalogado a esta especie como de Preocupación Menor, debido a su amplia distribución que incluye zonas relativamente protegidas, como el norte de Australia. Sin embargo, es probable que su población esté disminuyendo debido a la fuerte presión pesquera, y desde 2016 ha sido evaluada como Vulnerable.

## Taxonomía
Pateobatis fai fue descrita por los ictiólogos estadounidenses David Starr Jordan y Alvin Seale en el volumen de 1906 del Bulletin of the Bureau of Fisheries, a partir de un espécimen de 37 cm (15 pulgadas) de diámetro recogido frente a Apia, Samoa. El epíteto específico fai significa «raya» en las lenguas nativas de Samoa, Tonga, Futuna y Tahití. Otro nombre común para esta especie es raya de Tahití. En 2004, Mabel Manjaji agrupó a H. fai con H. gerrardi, H. jenkinsii, H. leoparda, H. toshi, H. uarnak y H. undulata en el complejo de especies uarnak.

## Descripción
El disco de la aleta pectoral de Pateobatis fai  tiene forma de diamante y es grueso en el centro, midiendo aproximadamente 1,1-1,2 veces más ancho que largo. Los ángulos exteriores del disco son angulosos. El hocico forma un ángulo muy obtuso, con la punta apenas sobresaliente. Los ojos, pequeños y muy espaciados, van seguidos de espiráculos más grandes. Hay una cortina de piel corta y ancha con un margen posterior finamente bordeado entre las fosas nasales largas y delgadas. La boca es bastante pequeña y está rodeada de surcos prominentes; la mandíbula inferior tiene una pequeña hendidura en el centro. En el suelo de la boca hay dos grandes papilas centrales y dos pequeñas papilas laterales. Los dientes son pequeños y están dispuestos en forma de pavimento. Debajo del disco hay cinco pares de hendiduras branquiales. Las aletas pélvicas son pequeñas y estrechas.
La cola es extremadamente larga y fina, mide al menos dos veces la longitud del disco cuando está intacta. Carece de pliegues en las aletas y suele tener una sola espina dentada con aguijón. Los adultos tienen pequeños dentículos dérmicos redondeados que cubren la superficie dorsal central del disco, comienzan delante de los ojos y se extienden hasta cubrir toda la cola; también hay pequeñas espinas afiladas en la línea media, que se hacen más densas en la base de la cola. Los juveniles tienen la piel lisa o una cubierta más escasa de dentículos planos en forma de corazón. Esta especie es de color grisáceo uniforme a rosa parduzco por encima, tornándose gris oscuro a negro en la cola más allá del aguijón, y uniformemente claro por debajo. Alcanza al menos 1,8 m (5,9 pies) de ancho y más de 5 m (16 pies) de largo. Su peso máximo registrado es de 19 kg (42 lb).

## Distribución y hábitat

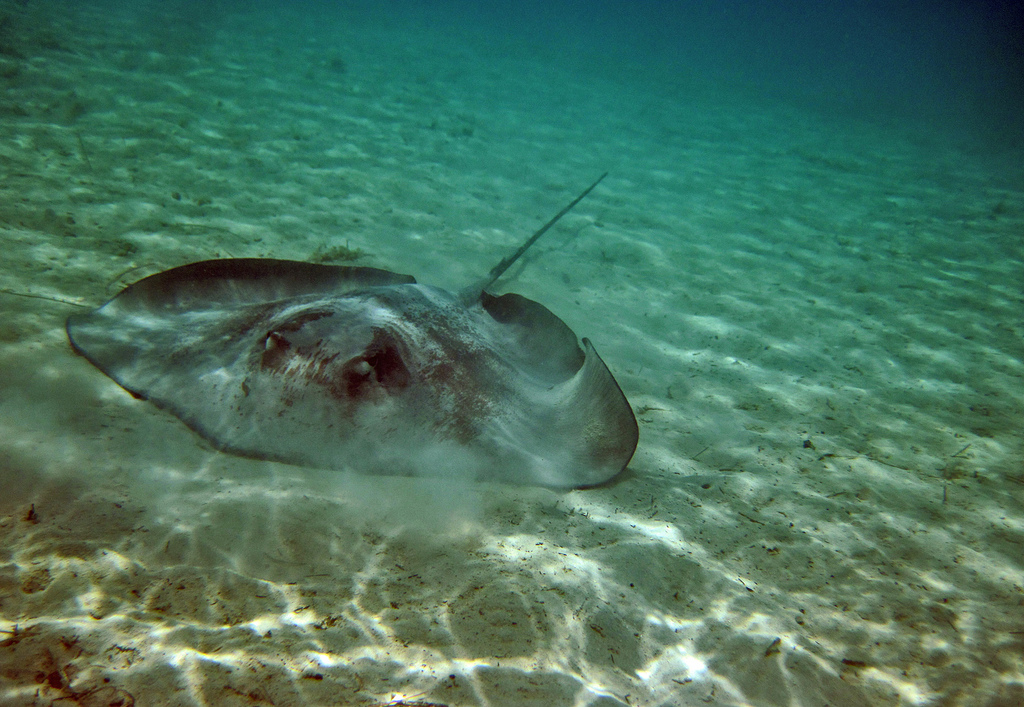
Pateobatis fai frecuenta hábitats arenosos poco profundos.

El área de distribución exacta de Pateobatis fai no está clara debido a la confusión con la raya de Jenkins (H. jenkinsii). Se cree que es común en todas las aguas tropicales del Indo-Pacífico, probablemente presente en toda la periferia del Océano Índico desde Sudáfrica hasta el norte de Australia, desde el año 2014 aparece en el Mar Rojo. Su área de distribución se extiende por el océano Pacífico, hacia el norte hasta Filipinas, las islas Ryukyu e Iriomote, y hacia el este hasta varias islas, incluidas Micronesia, las islas Marquesas y Samoa.
Se ha registrado la presencia de Pateobatis fai a profundidades de hasta 200 m (660 pies), pero normalmente se encuentra desde la zona intermareal hasta una profundidad de 70 m (230 pies). Esta especie de fondo prefiere las llanuras arenosas, lagunas y otros hábitats de fondo blando, a menudo cerca de cayos y atolones en los arrecifes de coral. Tiende a encontrarse más cerca de la costa durante la estación cálida. Estudios genéticos y de telemetría en las islas de Polinesia han encontrado que las rayas individuales tienden a permanecer dentro de un área local, con muy poco movimiento entre las islas. 

## Biología y ecología

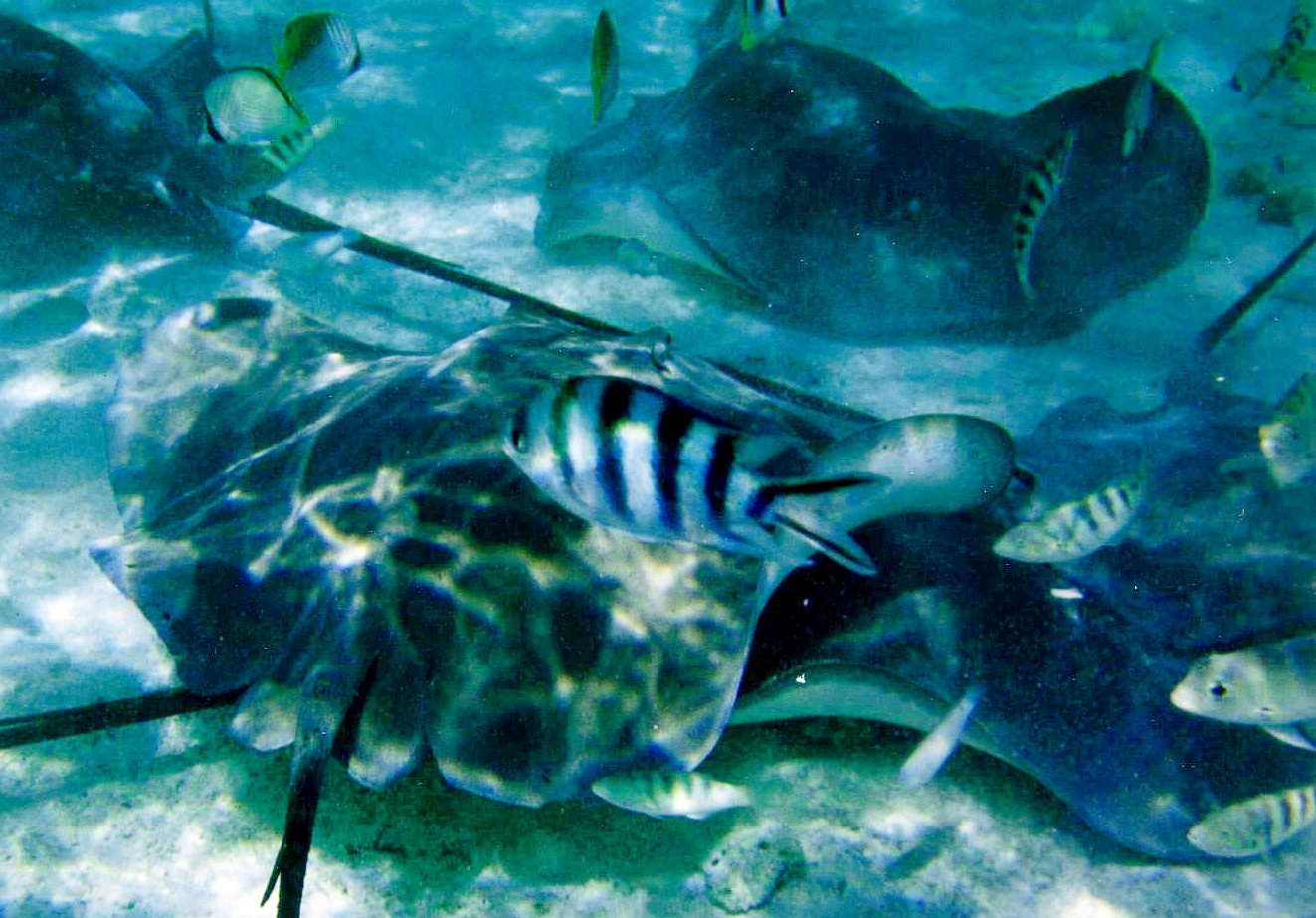
Pateobatis fai suelen formar grupos por motivos naturales y artificiales.

Se han observado pequeños y grandes grupos de rayas rosas sobre fondos arenosos y arrecifes de coral en Shark Bay, en la Gran Barrera de Coral y en las islas Carolinas. Cuando descansan, hasta diez individuos pueden amontonarse unos encima de otros, a veces mezclándose con otras especies. En el arrecife Ningaloo, se la ha visto «cabalgando» sobre especies de rayas más grandes. La raya látigo rosada se alimenta principalmente de crustáceos decápodos, pero también de cefalópodos y peces teleósteos. En la Bahía de los Tiburones, los langostinos peneidos son, con diferencia, el tipo de presa dominante para las rayas de todos los tamaños. En el atolón de Rangiroa, en la Polinesia Francesa, se sabe que se forman grandes grupos de alimentación por la noche en aguas poco profundas.
Al igual que otras rayas, Pateobatis fai es vivípara aplacentaria, y la madre suministra a sus embriones en desarrollo histótrofos («leche uterina») ricos en nutrientes a través de estructuras uterinas especializadas. Los recién nacidos miden 55-60 cm (22-24 pulgadas) de diámetro. La Bahía del Tiburón puede ser una zona de cría para esta especie. Los machos alcanzan la madurez sexual con 1,1-1,2 m (3,6-3,9 pies) de diámetro, mientras que se desconoce el tamaño de maduración de las hembras.  Entre los parásitos conocidos de Pateobatis fai  se encuentran los monogéneos Heterocotyle capricornensis, Monocotyle helicophallus, M. spiremae, M. youngi, Merizocotyle australensis, Neoentobdella parvitesticulata, y Trimusculotrema heronensis, la tenia Prochristianella spinulifera, y el isópodo Gnathia grandilaris.

## Interacción con los humanos

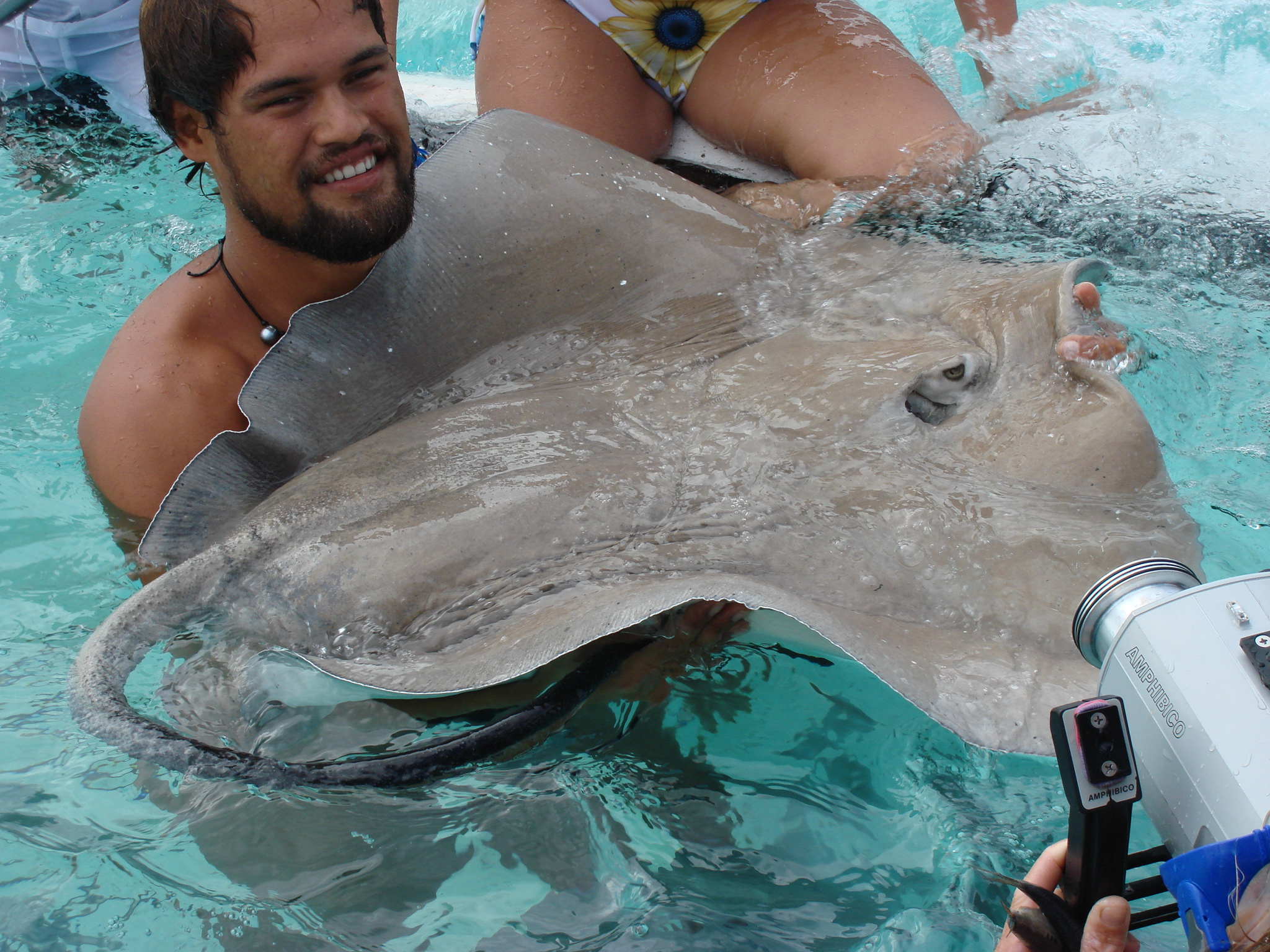

Aunque no es muy peligrosa para el ser humano, su aguijón venenoso dificulta su manipulación cuando se agita en una red de pesca. En Indonesia y Malasia, y probablemente en otras zonas de su área de distribución, esta especie es una captura accidental habitual en la pesca costera con redes de enredo, redes de arrastre de fondo, redes de enmalle, redes de cerco y, en menor medida, palangres. La actividad pesquera en el sudeste asiático es intensa y en gran medida no regulada, y esta gran raya puede ser más vulnerable al agotamiento que sus parientes más pequeñas debido a su tasa de reproducción más lenta. Se cree que la población del mar de Arafura se ha visto especialmente afectada por una pesquería indonesia de peces cuña (Rhynchobatus), y los pescadores indonesios también faenan cada vez más ilegalmente en aguas australianas. En las costas del norte de Australia, Pateobatis fai es capturada incidentalmente por la Northern Prawn Fishery (NPF), pero es probable que los niveles de capturas accidentales hayan disminuido significativamente desde que en 2000 se hizo obligatorio el uso de dispositivos excluidores de tortugas (TED) y dispositivos de reducción de capturas accidentales (BRD).
Pateobatis fai es valiosa para el ecoturismo en las Maldivas, la Polinesia Francesa y otros lugares; atrae a los visitantes en grandes cantidades por la promesa de comida. El gobierno de las Maldivas ha tomado medidas para preservar el ecoturismo de rayas prohibiendo todas las exportaciones de productos de rayas en 1995[1] En 2005, el ecoturismo de rayas en Moorea reportó más de 500.000 euros. Sin embargo, un estudio de 2008 sobre las rayas látigo de Moorea descubrió un efecto negativo del ecoturismo en forma de lesiones por mordeduras e impactos, derivadas de la densidad artificialmente elevada de rayas y de las interacciones con el tráfico de embarcaciones en los lugares de alimentación. La Unión Internacional para la Conservación de la Naturaleza (UICN) ha clasificado a Pateobatis fai como Vulnerable en general. Aunque la especie tiene una amplia distribución que incluye regiones refugio con pocas amenazas para su conservación, como la población del norte de Australia. En cambio, la población del sudeste asiático es objeto de una intensa pesca.